# 前夫总动员
《前夫总动员》（英語：The Exes）是一部美國情境喜劇由Donald Faison、Wayne Knight、Kristen Johnston和David Alan Basche以及Kelly Stables主演。由TV Land在2011年11月30日首播，星期三晚間10:30分，緊接在魅力克利夫蘭之後。

## 劇情大綱
離婚律師Holly介紹她的客戶Stuart(David Alan Basche)到一間離婚男人住的公寓去住。而其他兩個室友Phil (Donald Faison) 和Haskell (Wayne Knight)並不是非常歡迎Stuart，而Holly總是會讓他們和平相處。

## 人物介紹

### 主要演員
- Donald Faison 飾演 Phil Chase
- Wayne Knight 飾演 Haskell Lutz
- Kristen Johnston 飾演 Holly Brooks
- David Alan Basche 飾演 Stuart Gardner
- Kelly Stables 飾演 Eden

### 經常出現的人物
- Kim Poirier 飾演 Tracey
- Rebecca Larsen 飾演 Alicia

## 評論
在知名評論網站Metacritic上有49分(滿分100)，來自於14個評論者的平均分數。

## 備註
1. ↑  .   [2012-01-28]. （原始内容存档于2011-09-21）.
2. ↑  .   [2012-01-28]. （原始内容存档于2020-11-16）.
3. ↑  . Metacritic.com.   [2011-12-22]. （原始内容存档于2012-09-11）.

## 外部連結
- 官方网站
- 互联网电影数据库（IMDb）上《前夫总动员》的资料（英文）
- The Exes （页面存档备份，存于） at TV.com